# Aquaman (film)
Aquaman è un film del 2018 diretto da James Wan.
Basato sull'omonimo personaggio di DC Comics, è il sesto film del DC Extended Universe (DCEU). Prodotta dalla Warner Bros. assieme alla DC Entertainment ed è distribuita dalla stessa Warner, scritto da Will Beall e David Leslie Johnson-McGoldrick, il film è interpretato da Jason Momoa, Amber Heard, Willem Dafoe, Yahya Abdul-Mateen II, Temuera Morrison, Nicole Kidman, Patrick Wilson e Dolph Lundgren.
Le vicende narrate in Aquaman si svolgono dopo Justice League (2017).

## Trama
Nel 1985, ad Amnesty Bay, nel Maine, il guardiano del faro Thomas Curry incontra una donna che si presenta con il nome di Atlanna. Quest'ultima è la regina di Atlantide, e ne è sfuggita per evitare di sposarsi con Orvax, futuro re di Atlantide. Thomas e Atlanna si innamorano, si sposano e danno alla luce un figlio, Arthur Curry. Un giorno i tre vengono attaccati dalle guardie di Atlantide, che vogliono portare via Atlanna. Dopo lo scontro, da cui escono vincenti, Atlanna è costretta a scappare, lasciando Arthur nelle mani del padre.
Nel presente, subito dopo la battaglia contro Steppenwolf e il suo esercito, Arthur continua la sua vita e la sua lotta contro il crimine sotto anonimato. Un giorno, Arthur affronta un gruppo di pirati che tentano di dirottare un sottomarino nucleare russo. Dopo aver ingaggiato uno scontro con David Kane e suo padre Jesse Kane, quest'ultimo rimane incastrato sotto un missile. Dopo aver chiesto al figlio di mettersi in salvo e lasciare il sottomarino in procinto di affondare, Jesse si suicida facendo esplodere una granata e David, allora, giura vendetta. La sera, mentre lascia un pub insieme a suo padre, Arthur viene raggiunto da Mera, incontrata durante la battaglia contro Steppenwolf, che gli chiede di andare con lei ad Atlantide. Arthur rifiuta, in quanto considera gli atlantidei responsabili della morte di sua madre, giustiziata a causa del di lei tradimento, quindi le volta le spalle e si allontana.
Guidando verso casa, Arthur e Thomas vengono travolti da uno tsunami e quest’ultimo si salva solo grazie al tempestivo intervento di Mera, che si dice certa che non si tratti di una calamità naturale ma sia opera del perfido Orm, fratellastro di Arthur nato dall'unione di sua madre e Orvax e re di Atlantide. Sentendo ciò, Arthur decide infine di andare ad Atlantide con Mera per salvare i due mondi, umano e sottomarino. Arrivati in un luogo nascosto, Aquaman e Mera incontrano Nuidis Vulko, vecchio amico di Arthur che l'ha addestrato da giovane per combattere: i due chiedono ad Aquaman di aiutarli a fermare Orm, il quale, insieme a Nereus, re di Xebel e padre di Mera, vuole dichiarare guerra al mondo umano. Vulko consegna ai due una mappa che ha trovato tempo prima, la quale mostra la posizione del Tridente Sacro di Atlan, il primo re di Atlantide, nascosto da molto tempo e che può rivelarsi la chiave per sconfiggere Orm, essendo in grado di conferire il controllo sui sette mari. Poco dopo, tuttavia, le guardie di Atlantide al servizio di Orm, che teme che l'esistenza di Arthur gli faccia perdere il trono, sopraggiungono e li attaccano. Mera e Vulko riescono a fuggire, ma Arthur viene sconfitto e arrestato.
Una volta portato ad Atlantide, Arthur fa la conoscenza del fratellastro e lo sfida in un duello che Orm accetta, pensando che in questo modo lo eliminerà e avrà il trono per sé una volta per tutte. Quella notte stessa, i due combattono duramente e quando Orm, sconfitto Arthur, si appresta a finirlo, Mera riesce a salvarlo, facendo deridere Orm davanti al popolo. In seguito, i due fuggono da Atlantide e si recano nel deserto del Sahara.
Una volta arrivati lì, giungono ad un tempio abbandonato, dove riescono ad ascoltare un'antica registrazione trovata ad Atlantide, che contiene le informazioni necessarie per trovare il Tridente, quindi si recano in Sicilia. Nel frattempo, Orm trova David e stringe con lui un'alleanza donandogli una tecnologia Atlantidea, che l'umano usa per costruirsi un'armatura, facendosi chiamare Black Manta. David e le guardie di Atlantide si recano anch’essi in Sicilia e attaccano Arthur e Mera: dopo un folle combattimento, le guardie vengono sconfitte da Mera, mentre Arthur getta David da una scogliera, apparentemente uccidendolo. Subito dopo, Arthur e Mera prendono una barca e si apprestano ad andare verso l’Oceano Atlantico.
Una volta arrivati, scoprono che Atlanna, che si credeva essere stata giustiziata offrendola in sacrificio ai Trench, orribili esseri marini, dopo che si era scoperto che si era accoppiata con un non Atlantideo, è riuscita a salvarsi rifugiandosi lì per vent'anni, dopodiché si apprestano a prendere il Tridente di Atlan, ma sono costretti a combattere contro il Karathen, un mitico leviatano che fa da guardiano al Tridente da moltissimo tempo. Arthur riesce ad acquietare il mostro in quanto esso lo riconosce come il legittimo re di Atlantide e a recuperare il Tridente di Atlan, diventando così Aquaman e acquistando l’abilità di comunicare con qualunque creatura marina.
Dopo essere scappati dalla dimensione in cui erano rimasti intrappolati insieme ad Atlanna, Aquaman e Mera si recano nel luogo dove si trova Orm, il quale sta cercando di sottomettere al suo volere i Brine, giganteschi esseri simili a dei paguri, con l'aiuto degli altri due popoli suoi alleati con l'intento di diventare Ocean Master. Dopo aver liberato il Karathen e aver evocato tutte le creature del mare in suo aiuto, Aquaman si scontra con Orm nel duello decisivo e riesce a sconfiggerlo, ma decide di non ucciderlo. La guerra è dunque finita e Orm, seppur tranquillizzato dalla vista della madre viva e vegeta, viene arrestato dalle guardie di Atlantide. Alla fine, Atlanna torna sulla terra ferma per riabbracciare Thomas e Arthur diventa a tutti gli effetti il nuovo re di Atlantide.
Nella scena dopo i titoli di coda, Black Manta, sopravvissuto allo scontro tra Aquaman e Mera in Sicilia, viene recuperato e guarito dal dottor Stephen Shin, uno scienziato ossessionato dal ritrovamento di Atlantide, e accetta di condurre lì Shin in cambio della sua vendetta su Aquaman.

## Personaggi
- Arthur Curry / Aquaman, interpretato da Jason Momoa: metà Atlantideo e metà umano, ha la superforza, l'abilità di manipolare le maree degli oceani, comunicare con gli altri esseri viventi acquatici e nuotare a una velocità supersonica.
  - Arthur Curry da bambino, interpretato da Otis Dhanji.[2]
  - Arthur Curry teenager, interpretato da Kekoa Kekumano.[3]
- Mera, interpretata da Amber Heard:[4] figlia di re Nereus, possiede poteri idrocinetici e telepatici che le permettono di controllare l'ambiente acquatico e di comunicare con altri Atlantidei.
- Nuidis Vulko, interpretato da Willem Dafoe: capo consulente scientifico di Atlantide, mentore di Arthur.
- Orm Marius / Ocean Master, interpretato da Patrick Wilson: fratellastro di Aquaman e reggente di Atlantide.
- David Kane / Black Manta, interpretato da Yahya Abdul-Mateen II: spietato cacciatore di tesori e mercenario, antagonista di Aquaman.
- Thomas Curry, interpretato da Temuera Morrison: guardiano del faro di Amnesty Bay e padre umano di Arthur.
- Re Nereus, interpretato da Dolph Lundgren: re della nazione sottomarina di Xebel e padre di Mera.[5]
- Regina Atlanna, interpretata da Nicole Kidman: madre di Arthur Curry e Orm e regina di Atlantide.[6]
- Murk, interpretato da Ludi Lin: leader delle truppe di Atlantide.[7]
- Jesse Kane, interpretato da Michael Beach: un pirata[8] antagonista di Aquaman.
- Dottor Stephen Shin, interpretato da Randall Park: biologo marino, ossessionato dall'idea di trovare la leggendaria città di Atlantide.[9]
- Re Ricou, interpretato da Djimon Hounsou: re dei Pescatori, uno dei sette regni di Atlantide.[10]

## Produzione

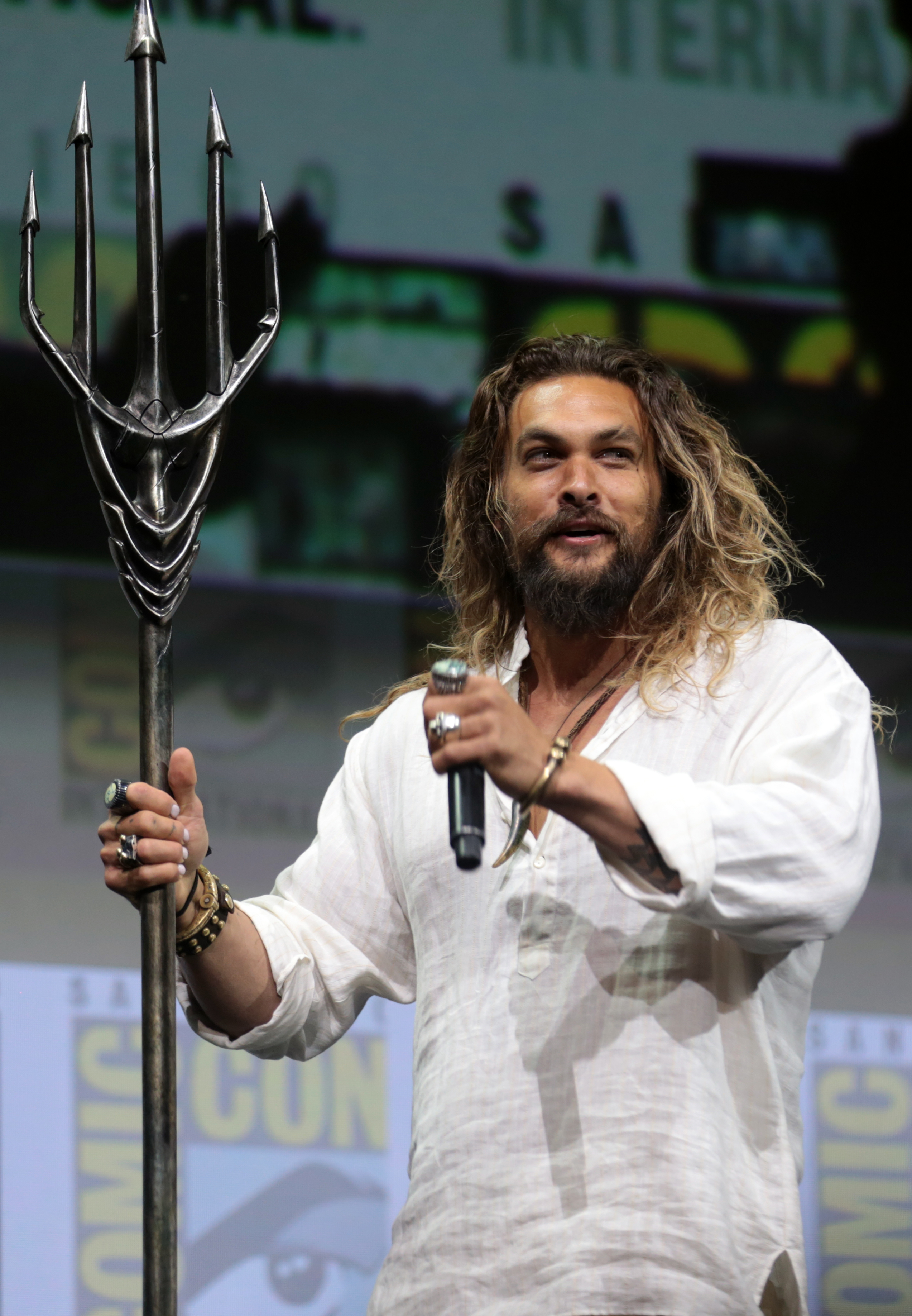
Jason Momoa al San Diego Comic-Con International 2017

### Sviluppo
Il 12 agosto 2014 la Warner Bros. annunciò di aver ingaggiato Will Beall e Kurt Johnstad per scrivere due differenti sceneggiatura separate per il film, e alla fine solo la migliore sarebbe stata scelta per avviare il progetto. Il 10 aprile 2015 fu ingaggiato James Wan per dirigere il film. In un primo momento fu scelta la sceneggiatura di Johnstad, ma il 22 luglio 2016 il regista James Wan e il fumettista Geoff Johns, autori del soggetto del film, annunciarono l'avvio del progetto con la sceneggiatura di Will Beall.
La pre-produzione ebbe inizio nel novembre 2016 in Australia.
Il budget del film è stato di 200 milioni di dollari, spese pubblicitarie escluse.

### Riprese
Le riprese del film ebbero inizio il 2 maggio 2017 in Australia, col titolo di lavorazione Ahab, proseguono ai Village Roadshow Studios di Gold Coast e successivamente tra Terranova in Canada, Erice in Sicilia (fotografata e scansionata per essere poi liberamente ricreata in digitale) e Marocco; terminano il 21 ottobre, dopo 114 giorni su set. Nel marzo 2018 vennero effettuate delle riprese aggiuntive.

### Effetti speciali
Il 31 maggio 2018 la Industrial Light & Magic ha annunciato di essere al lavoro sugli effetti visivi del film.

## Promozione

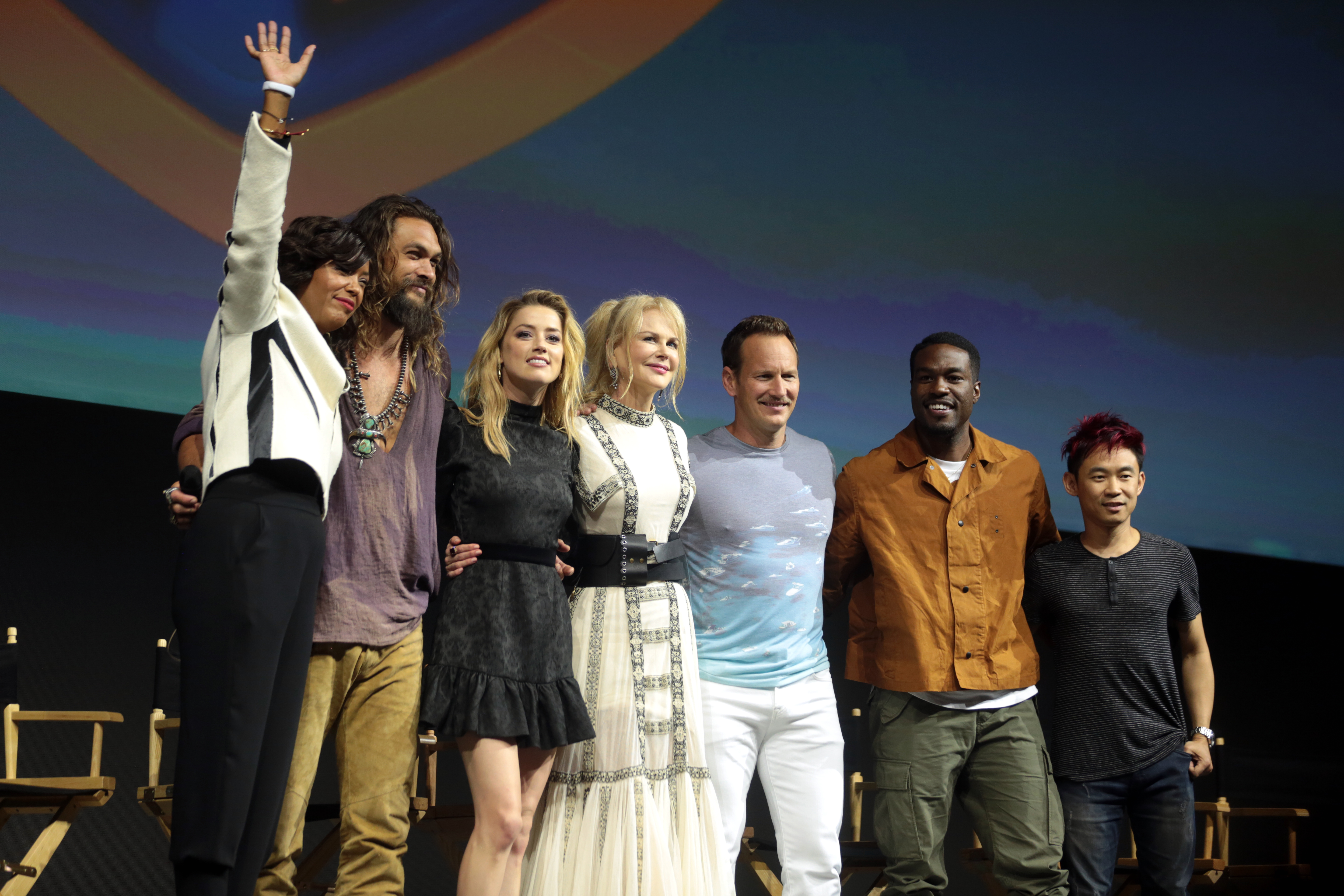
Il cast del film al San Diego Comic-Con International 2018

Il primo teaser trailer viene mostrato al CinemaCon di Las Vegas il 25 aprile 2018.
Il 15 giugno 2018, il regista James Wan annuncia che il primo trailer verrà diffuso durante il San Diego Comic-Con International nel mese di luglio.
Il 16 luglio 2018 viene diffuso il primo poster ufficiale, anche nella versione italiana, mentre il primo trailer viene diffuso il 21 luglio seguente.

## Distribuzione
La pellicola è stata distribuita nelle sale cinematografiche cinesi a partire dal 7 dicembre 2018, in quelle statunitensi dal 21 dicembre e in quelle italiane dal 1º gennaio 2019.

### Divieti
Negli Stati Uniti il film è stato vietato ai minori di 13 anni per la presenza di "violenza e azione fantascientifica, linguaggio non adatto".

## Accoglienza

### Incassi
Nel primo fine settimana di programmazione nelle sale cinematografiche cinesi, il film ha incassato 93.6 milioni di dollari.
In Italia, nel primo giorno di programmazione ha incassato 1.6 milioni di euro ottenendo la miglior media per sala e risultando anche il miglior esordio di sempre per un film DC Comics.
Il film ha incassato 335104314 $ negli Stati Uniti e 816924079 $ nel resto del mondo, per un totale di 1152028393 $, diventando il 31º film con maggiori incassi nella storia del cinema.

### Critica
Sull'aggregatore di recensioni Rotten Tomatoes, il film riceve il 66% delle recensioni professionali positive con un voto medio di 6 su 10 basato su 412 recensioni, mentre su Metacritic ottiene un punteggio di 55 su 100 in base a 50 recensioni.

### Primati
In Cina il film ha fatto registrare alcuni primati:
- Miglior incasso d'esordio per un film Warner Bros..[36]
- Miglior esordio nel mese di dicembre.[36]
- Miglior incasso di un film del DC Extended Universe dopo soli 7 giorni di programmazione.[37]

Il 5 gennaio 2019 la pellicola diventa il maggiore incasso globale del DC Extended Universe, mentre a fine gennaio diventa il miglior incasso per un film tratto da fumetti DC Comics.

## Riconoscimenti
- 2019 - MTV Movie & TV Awards[40]
  - Candidatura al miglior bacio a Jason Momoa e Amber Heard
- 2019 - Nickelodeon Kids' Choice Awards[41]
  - Candidatura al film preferito dal pubblico
  - Candidatura all'attore preferito dal pubblico a Jason Momoa
  - Candidatura al supereroe preferito dal pubblico a Jason Momoa
- 2019 - Saturn Award[42]
  - Candidatura alla migliore trasposizione da fumetto a film
  - Candidatura alla miglior attrice non protagonista ad Amber Heard
  - Candidatura alla miglior regia a James Wan
  - Candidatura alla miglior scenografia a Bill Brzeski
  - Candidatura al miglior montaggio a Kirk M. Morri
  - Candidatura ai migliori costumi a Kym Barrett
- 2019 - Teen Choice Awards[43]
  - Candidatura al miglior film fantasy / di fantascienza
  - Candidatura al miglior attore in un film fantasy / di fantascienza a Jason Momoa
  - Candidatura alla migliore attrice in un film fantasy / di fantascienza ad Amber Heard
  - Candidatura al miglior cattivo a Patrick Wilson

## Sequel e spin-off

### Sequel
Il 12 febbraio viene invece annunciato l'inizio dello sviluppo del sequel, che vedrà David Leslie Johnson-McGoldrick alla sceneggiatura, mentre James Wan e Peter Safran produrranno il film; lo stesso James Wan potrebbe tornare anche come regista. Il 27 febbraio la Warner Bros. fissa la data di uscita del sequel al 20 dicembre 2023, mentre nel giugno 2021 viene annunciato il titolo: Aquaman e il regno perduto (Aquaman and the Lost Kingdom).

### Spin-off
Il 9 febbraio 2019 la Warner Bros. ha annunciato lo sviluppo di uno spin-off intitolato The Trench, dedicato alle creature presenti in Aquaman; a produrre il film erano James Wan e Peter Safran, mentre la sceneggiatura era stata scritta da Noah Gardner e Aidan Fitzgerald. Il film avrebbe avuto un taglio molto più horror, ma è stato cancellato nell'aprile 2021.
Nel febbraio 2019, la Warner Bros. ha annunciato uno spin-off a tema horror su Aquaman incentrato sul malvagio regno di Trench. Safran e James Wan avrebbero dovuto produrre, con Noah Gardner e Aidan Fitzgerald che scrivevano la sceneggiatura. Il film doveva avere un budget di produzione inferiore rispetto ad altri film DCEU. Il film sarebbe dovuto uscire prima di Aquaman e il regno perduto (2023). Nell'aprile 2021, il progetto è stato cancellato, anche se la Warner Bros. ha affermato che potrebbe essere ripreso in futuro. A ottobre, Wan ha rivelato che il nome inizialmente annunciato di The Trench era un titolo provvisorio, per indirizzare erroneamente il pubblico sul fatto che il film era segretamente un film su Black Manta.